# Liste des planètes mineures (611001-612000)
Voici la liste des planètes mineures numérotées de 611001 à 612000. Les planètes mineures sont numérotées lorsque leur orbite est confirmée, ce qui peut parfois se produire longtemps après leur découverte. Elles sont classées ici par leur numéro.

## Planètes mineures 611001 à 612000
- (611001) 2006 QN38
- (611002) 2006 QX40
- (611003) 2006 QJ41
- (611004) 2006 QA43
- (611005) 2006 QM49
- (611006) 2006 QQ49
- (611007) 2006 QN54
- (611008) 2006 QL55
- (611009) 2006 QN57
- (611010) 2006 QX57
- (611011) 2006 QK59
- (611012) 2006 QR66
- (611013) 2006 QU70
- (611014) 2006 QJ71
- (611015) 2006 QZ71
- (611016) 2006 QX75
- (611017) 2006 QE78
- (611018) 2006 QM85
- (611019) 2006 QW85
- (611020) 2006 QK94
- (611021) 2006 QO94
- (611022) 2006 QT94
- (611023) 2006 QX94
- (611024) 2006 QK95
- (611025) 2006 QC97
- (611026) 2006 QJ98
- (611027) 2006 QX98
- (611028) 2006 QT99
- (611029) 2006 QF110
- (611030) 2006 QD123
- (611031) 2006 QB126
- (611032) 2006 QO130
- (611033) 2006 QR132
- (611034) 2006 QW133
- (611035) 2006 QZ137
- (611036) 2006 QL145
- (611037) 2006 QE151
- (611038) 2006 QV159
- (611039) 2006 QS160
- (611040) 2006 QW167
- (611041) 2006 QD178
- (611042) 2006 QJ178
- (611043) 2006 QJ180
- (611044) 2006 QS185
- (611045) 2006 QV188
- (611046) 2006 QY188
- (611047) 2006 QL189
- (611048) 2006 QS189
- (611049) 2006 QT189
- (611050) 2006 QC191
- (611051) 2006 QF193
- (611052) 2006 QJ193
- (611053) 2006 QN196
- (611054) 2006 QX198
- (611055) 2006 QE199
- (611056) 2006 QA203
- (611057) 2006 QR203
- (611058) 2006 QC204
- (611059) 2006 QK204
- (611060) 2006 QO204
- (611061) 2006 QN205
- (611062) 2006 QR205
- (611063) 2006 QX205
- (611064) Jeroenstil
- (611065) 2006 RO8
- (611066) 2006 RG9
- (611067) 2006 RQ14
- (611068) 2006 RB20
- (611069) 2006 RF20
- (611070) Hsurueron
- (611071) 2006 RA25
- (611072) 2006 RC30
- (611073) 2006 RB35
- (611074) 2006 RJ37
- (611075) 2006 RL44
- (611076) 2006 RK45
- (611077) 2006 RG46
- (611078) 2006 RX48
- (611079) 2006 RK67
- (611080) 2006 RS79
- (611081) 2006 RV82
- (611082) 2006 RJ90
- (611083) 2006 RZ93
- (611084) 2006 RT98
- (611085) 2006 RK106
- (611086) 2006 RK108
- (611087) 2006 RF109
- (611088) 2006 RX110
- (611089) 2006 RC112
- (611090) 2006 RG114
- (611091) 2006 RS119
- (611092) 2006 RU123
- (611093) 2006 RZ124
- (611094) 2006 RU125
- (611095) 2006 RV125
- (611096) 2006 SU10
- (611097) 2006 SA14
- (611098) 2006 SE29
- (611099) 2006 SC30
- (611100) 2006 ST31
- (611101) 2006 SF35
- (611102) 2006 SO42
- (611103) 2006 SD44
- (611104) 2006 SG45
- (611105) 2006 SA52
- (611106) 2006 SR52
- (611107) 2006 SZ58
- (611108) 2006 SL63
- (611109) 2006 SR65
- (611110) 2006 SL67
- (611111) 2006 SX76
- (611112) 2006 ST80
- (611113) 2006 SJ83
- (611114) 2006 SE86
- (611115) 2006 SL86
- (611116) 2006 SH92
- (611117) 2006 ST100
- (611118) 2006 SL102
- (611119) 2006 SH103
- (611120) 2006 SF104
- (611121) 2006 SR104
- (611122) 2006 SC107
- (611123) 2006 SG107
- (611124) 2006 SA110
- (611125) 2006 SO114
- (611126) 2006 SN115
- (611127) 2006 SX131
- (611128) 2006 ST135
- (611129) 2006 SY136
- (611130) 2006 SP138
- (611131) 2006 SN140
- (611132) 2006 SP143
- (611133) 2006 SL147
- (611134) 2006 SD153
- (611135) 2006 SE157
- (611136) 2006 SV161
- (611137) 2006 SF163
- (611138) 2006 SC166
- (611139) 2006 SO166
- (611140) 2006 SL170
- (611141) 2006 SM170
- (611142) 2006 SN171
- (611143) 2006 SA172
- (611144) 2006 SG172
- (611145) 2006 SW172
- (611146) 2006 SV174
- (611147) 2006 SM176
- (611148) 2006 SX182
- (611149) 2006 SP187
- (611150) 2006 SX190
- (611151) 2006 SD195
- (611152) 2006 SZ211
- (611153) 2006 SL213
- (611154) 2006 SB216
- (611155) 2006 SF225
- (611156) 2006 SR225
- (611157) 2006 SS225
- (611158) 2006 SC231
- (611159) 2006 SO231
- (611160) 2006 SG232
- (611161) 2006 SW234
- (611162) 2006 SY237
- (611163) 2006 SL248
- (611164) 2006 SL251
- (611165) 2006 SH252
- (611166) 2006 SH253
- (611167) 2006 SW255
- (611168) 2006 SU272
- (611169) 2006 SN277
- (611170) 2006 SV294
- (611171) 2006 SC305
- (611172) 2006 SS308
- (611173) 2006 SS317
- (611174) 2006 SY321
- (611175) 2006 SK322
- (611176) 2006 SR325
- (611177) 2006 ST329
- (611178) 2006 SX329
- (611179) 2006 SS330
- (611180) 2006 SL334
- (611181) 2006 SZ334
- (611182) 2006 SQ336
- (611183) 2006 SV336
- (611184) 2006 SO338
- (611185) 2006 SU340
- (611186) 2006 SS341
- (611187) 2006 SY342
- (611188) 2006 SU344
- (611189) 2006 SL345
- (611190) 2006 SY347
- (611191) 2006 SF348
- (611192) 2006 SQ357
- (611193) 2006 SQ361
- (611194) 2006 SY363
- (611195) 2006 SF370
- (611196) 2006 SY379
- (611197) 2006 SE381
- (611198) 2006 SG382
- (611199) 2006 SG388
- (611200) 2006 SJ394
- (611201) 2006 SW397
- (611202) 2006 SZ397
- (611203) 2006 SQ406
- (611204) 2006 SS407
- (611205) 2006 SN409
- (611206) 2006 SB410
- (611207) 2006 SJ411
- (611208) 2006 SK411
- (611209) 2006 SK416
- (611210) 2006 SL416
- (611211) 2006 SA421
- (611212) 2006 SA423
- (611213) 2006 SD423
- (611214) 2006 SE424
- (611215) 2006 SH425
- (611216) 2006 SQ425
- (611217) 2006 SR425
- (611218) 2006 SS425
- (611219) 2006 SC426
- (611220) 2006 SD426
- (611221) 2006 SE428
- (611222) 2006 SO431
- (611223) 2006 SC433
- (611224) 2006 SS433
- (611225) 2006 SV433
- (611226) 2006 SY433
- (611227) 2006 SP434
- (611228) 2006 SX434
- (611229) 2006 SB437
- (611230) 2006 SN439
- (611231) 2006 SS439
- (611232) 2006 SZ439
- (611233) 2006 SC440
- (611234) 2006 SD440
- (611235) 2006 SF440
- (611236) 2006 SO440
- (611237) 2006 SZ440
- (611238) 2006 SR445
- (611239) 2006 SS448
- (611240) 2006 SA449
- (611241) 2006 SJ449
- (611242) 2006 SQ449
- (611243) 2006 SP450
- (611244) 2006 SL451
- (611245) 2006 SC452
- (611246) 2006 SE452
- (611247) 2006 SJ455
- (611248) 2006 TO3
- (611249) 2006 TV5
- (611250) 2006 TE7
- (611251) 2006 TF11
- (611252) 2006 TF12
- (611253) 2006 TC13
- (611254) 2006 TK15
- (611255) 2006 TX15
- (611256) 2006 TR26
- (611257) 2006 TQ45
- (611258) 2006 TO65
- (611259) 2006 TY79
- (611260) 2006 TY104
- (611261) 2006 TP110
- (611262) 2006 TC117
- (611263) 2006 TX118
- (611264) 2006 TY119
- (611265) 2006 TA127
- (611266) 2006 TK129
- (611267) 2006 TP131
- (611268) 2006 TT131
- (611269) 2006 TW132
- (611270) 2006 TN134
- (611271) 2006 TO135
- (611272) 2006 TG136
- (611273) 2006 TH137
- (611274) 2006 TK137
- (611275) 2006 TO137
- (611276) 2006 TB138
- (611277) 2006 TA141
- (611278) 2006 TG141
- (611279) 2006 UA2
- (611280) 2006 UJ12
- (611281) 2006 UB16
- (611282) 2006 UG16
- (611283) 2006 UQ18
- (611284) 2006 UR20
- (611285) 2006 UM27
- (611286) 2006 UG28
- (611287) 2006 US28
- (611288) 2006 UC35
- (611289) 2006 UC41
- (611290) 2006 UD42
- (611291) 2006 UG47
- (611292) 2006 UX49
- (611293) 2006 UO50
- (611294) 2006 UU55
- (611295) 2006 UB60
- (611296) 2006 UX66
- (611297) 2006 UY75
- (611298) 2006 UC93
- (611299) 2006 UR97
- (611300) 2006 UO103
- (611301) 2006 UT109
- (611302) 2006 UK113
- (611303) 2006 UP115
- (611304) 2006 UK119
- (611305) 2006 UZ126
- (611306) 2006 UF129
- (611307) 2006 UD131
- (611308) 2006 UH136
- (611309) 2006 UG137
- (611310) 2006 UK142
- (611311) 2006 UZ144
- (611312) 2006 UH145
- (611313) 2006 UD148
- (611314) 2006 UN148
- (611315) 2006 UX153
- (611316) 2006 UT156
- (611317) 2006 UU160
- (611318) 2006 UJ171
- (611319) 2006 UU172
- (611320) 2006 UA173
- (611321) 2006 UE173
- (611322) 2006 UB186
- (611323) 2006 UB195
- (611324) 2006 UW196
- (611325) 2006 UV199
- (611326) Wilfredbuck
- (611327) 2006 UZ222
- (611328) 2006 UA240
- (611329) 2006 UY242
- (611330) 2006 UF247
- (611331) 2006 US247
- (611332) 2006 UB251
- (611333) 2006 UJ251
- (611334) 2006 UT252
- (611335) 2006 UU252
- (611336) 2006 UP255
- (611337) 2006 UR267
- (611338) 2006 UB269
- (611339) 2006 UE275
- (611340) 2006 UM275
- (611341) 2006 UM277
- (611342) 2006 UJ280
- (611343) 2006 UP287
- (611344) 2006 UA293
- (611345) 2006 UW294
- (611346) 2006 UT296
- (611347) 2006 UP298
- (611348) 2006 UF311
- (611349) 2006 UK313
- (611350) 2006 UR316
- (611351) 2006 UG322
- (611352) 2006 UK325
- (611353) 2006 UY333
- (611354) 2006 UM337
- (611355) 2006 UE342
- (611356) 2006 UX348
- (611357) 2006 UJ351
- (611358) 2006 UM355
- (611359) 2006 UP359
- (611360) 2006 UL364
- (611361) 2006 UF366
- (611362) 2006 UJ366
- (611363) 2006 UK366
- (611364) 2006 UZ366
- (611365) 2006 UE367
- (611366) 2006 UJ367
- (611367) 2006 UR367
- (611368) 2006 UA368
- (611369) 2006 UX373
- (611370) 2006 UJ374
- (611371) 2006 UM374
- (611372) 2006 UT374
- (611373) 2006 UK377
- (611374) 2006 UM377
- (611375) 2006 UQ377
- (611376) 2006 UU377
- (611377) 2006 UA378
- (611378) 2006 UT378
- (611379) 2006 UL379
- (611380) 2006 UP379
- (611381) 2006 UB380
- (611382) 2006 UV380
- (611383) 2006 UV381
- (611384) 2006 UJ382
- (611385) 2006 UE384
- (611386) 2006 UK384
- (611387) 2006 UL384
- (611388) 2006 US385
- (611389) 2006 UZ385
- (611390) 2006 UC386
- (611391) 2006 UH386
- (611392) 2006 UW386
- (611393) 2006 UY387
- (611394) 2006 UZ387
- (611395) 2006 UG392
- (611396) 2006 VV
- (611397) 2006 VK5
- (611398) 2006 VA11
- (611399) 2006 VK12
- (611400) 2006 VH15
- (611401) 2006 VW16
- (611402) 2006 VY17
- (611403) 2006 VS19
- (611404) 2006 VK24
- (611405) 2006 VV25
- (611406) 2006 VA26
- (611407) 2006 VW33
- (611408) 2006 VD55
- (611409) 2006 VA56
- (611410) 2006 VR62
- (611411) 2006 VT62
- (611412) 2006 VC64
- (611413) 2006 VO80
- (611414) 2006 VC86
- (611415) 2006 VC91
- (611416) 2006 VP103
- (611417) 2006 VS117
- (611418) 2006 VU125
- (611419) 2006 VS127
- (611420) 2006 VS129
- (611421) 2006 VD130
- (611422) 2006 VK135
- (611423) 2006 VT135
- (611424) 2006 VR175
- (611425) 2006 VN176
- (611426) 2006 VA177
- (611427) 2006 VR178
- (611428) 2006 VF180
- (611429) 2006 VV180
- (611430) 2006 VK181
- (611431) 2006 VT182
- (611432) 2006 VJ183
- (611433) 2006 VK183
- (611434) 2006 VC186
- (611435) 2006 WQ5
- (611436) 2006 WO9
- (611437) 2006 WY20
- (611438) 2006 WG25
- (611439) 2006 WK27
- (611440) 2006 WT30
- (611441) 2006 WY43
- (611442) 2006 WU45
- (611443) 2006 WF53
- (611444) 2006 WW53
- (611445) 2006 WW56
- (611446) 2006 WG63
- (611447) 2006 WE66
- (611448) 2006 WW69
- (611449) 2006 WC77
- (611450) 2006 WM77
- (611451) 2006 WH80
- (611452) 2006 WF84
- (611453) 2006 WH84
- (611454) 2006 WZ85
- (611455) 2006 WD89
- (611456) 2006 WK93
- (611457) 2006 WT95
- (611458) 2006 WC105
- (611459) 2006 WJ106
- (611460) 2006 WQ106
- (611461) 2006 WT109
- (611462) 2006 WM110
- (611463) 2006 WS119
- (611464) 2006 WM123
- (611465) 2006 WV125
- (611466) 2006 WE134
- (611467) 2006 WD139
- (611468) 2006 WO141
- (611469) 2006 WF143
- (611470) 2006 WZ146
- (611471) 2006 WT148
- (611472) 2006 WA158
- (611473) 2006 WH159
- (611474) 2006 WV159
- (611475) 2006 WR160
- (611476) 2006 WP166
- (611477) 2006 WS167
- (611478) 2006 WU167
- (611479) 2006 WL169
- (611480) 2006 WO170
- (611481) 2006 WH172
- (611482) 2006 WH175
- (611483) 2006 WF177
- (611484) 2006 WX181
- (611485) 2006 WO188
- (611486) 2006 WJ196
- (611487) 2006 WF200
- (611488) 2006 WK203
- (611489) 2006 WA208
- (611490) 2006 WX208
- (611491) 2006 WH211
- (611492) 2006 WG212
- (611493) 2006 WH212
- (611494) Gionti
- (611495) 2006 WV213
- (611496) 2006 WA214
- (611497) 2006 WR214
- (611498) 2006 WN217
- (611499) 2006 WM218
- (611500) 2006 WD220
- (611501) 2006 WM220
- (611502) 2006 WJ223
- (611503) 2006 WW223
- (611504) 2006 WG224
- (611505) 2006 WU224
- (611506) 2006 WV224
- (611507) 2006 WN229
- (611508) 2006 WV230
- (611509) 2006 WL231
- (611510) 2006 WM231
- (611511) 2006 WC232
- (611512) 2006 WF232
- (611513) 2006 WG232
- (611514) 2006 WH232
- (611515) 2006 WU232
- (611516) 2006 XH
- (611517) 2006 XG3
- (611518) 2006 XY4
- (611519) 2006 XK9
- (611520) 2006 XP10
- (611521) 2006 XM21
- (611522) 2006 XR22
- (611523) 2006 XU43
- (611524) 2006 XB45
- (611525) 2006 XG46
- (611526) 2006 XH65
- (611527) 2006 XH74
- (611528) 2006 XN74
- (611529) 2006 XU75
- (611530) 2006 XA76
- (611531) 2006 XE76
- (611532) 2006 XJ76
- (611533) 2006 XB77
- (611534) 2006 XK77
- (611535) 2006 XV77
- (611536) 2006 XZ78
- (611537) 2006 XF79
- (611538) 2006 XM80
- (611539) 2006 XC81
- (611540) 2006 XH81
- (611541) 2006 XJ81
- (611542) 2006 XV81
- (611543) 2006 YY
- (611544) 2006 YM2
- (611545) 2006 YL6
- (611546) 2006 YS10
- (611547) 2006 YJ13
- (611548) 2006 YY20
- (611549) 2006 YZ21
- (611550) 2006 YE27
- (611551) 2006 YQ27
- (611552) 2006 YC28
- (611553) 2006 YV30
- (611554) 2006 YL31
- (611555) 2006 YZ32
- (611556) 2006 YL33
- (611557) 2006 YF37
- (611558) 2006 YJ44
- (611559) 2006 YY49
- (611560) 2006 YZ57
- (611561) 2006 YL58
- (611562) 2006 YV59
- (611563) 2006 YY60
- (611564) 2006 YG62
- (611565) 2006 YS62
- (611566) 2006 YO63
- (611567) 2006 YF64
- (611568) 2006 YS64
- (611569) 2006 YC66
- (611570) 2006 YL66
- (611571) 2006 YB68
- (611572) 2006 YX68
- (611573) 2006 YK69
- (611574) 2007 AY2
- (611575) 2007 AB5
- (611576) 2007 AS7
- (611577) 2007 AM33
- (611578) 2007 AD34
- (611579) 2007 AD36
- (611580) 2007 BE9
- (611581) 2007 BP9
- (611582) 2007 BG28
- (611583) 2007 BU28
- (611584) 2007 BO29
- (611585) Bergbusch
- (611586) Tsartlip
- (611587) Tseycum
- (611588) 2007 BV50
- (611589) 2007 BT51
- (611590) 2007 BU51
- (611591) 2007 BL52
- (611592) 2007 BK54
- (611593) 2007 BN54
- (611594) 2007 BU55
- (611595) 2007 BO62
- (611596) 2007 BX68
- (611597) 2007 BY78
- (611598) 2007 BO84
- (611599) 2007 BT84
- (611600) 2007 BX89
- (611601) 2007 BP93
- (611602) 2007 BW103
- (611603) 2007 BZ103
- (611604) 2007 BB104
- (611605) 2007 BK104
- (611606) 2007 BY104
- (611607) 2007 BL106
- (611608) 2007 BW106
- (611609) 2007 BA108
- (611610) 2007 BL108
- (611611) 2007 BY109
- (611612) 2007 BN110
- (611613) 2007 BF113
- (611614) 2007 BM113
- (611615) 2007 BV115
- (611616) 2007 BY115
- (611617) 2007 BG116
- (611618) 2007 BY116
- (611619) 2007 BL117
- (611620) 2007 BB118
- (611621) 2007 CN2
- (611622) 2007 CG4
- (611623) 2007 CF6
- (611624) 2007 CX23
- (611625) 2007 CE30
- (611626) 2007 CE48
- (611627) 2007 CN49
- (611628) 2007 CR49
- (611629) 2007 CE51
- (611630) 2007 CZ57
- (611631) 2007 CD64
- (611632) 2007 CK65
- (611633) 2007 CU66
- (611634) 2007 CD68
- (611635) 2007 CH71
- (611636) 2007 CP74
- (611637) 2007 CN77
- (611638) 2007 CD81
- (611639) 2007 CH81
- (611640) 2007 CW81
- (611641) 2007 CF82
- (611642) 2007 CN82
- (611643) 2007 CS82
- (611644) 2007 CU82
- (611645) 2007 CD83
- (611646) 2007 CN84
- (611647) 2007 CQ84
- (611648) 2007 DO
- (611649) 2007 DN3
- (611650) 2007 DF10
- (611651) 2007 DV10
- (611652) 2007 DM14
- (611653) 2007 DU20
- (611654) 2007 DF36
- (611655) 2007 DC39
- (611656) 2007 DJ45
- (611657) 2007 DK45
- (611658) 2007 DO46
- (611659) 2007 DY50
- (611660) 2007 DX55
- (611661) 2007 DJ59
- (611662) 2007 DJ62
- (611663) 2007 DQ75
- (611664) 2007 DZ80
- (611665) 2007 DB82
- (611666) 2007 DV99
- (611667) 2007 DY102
- (611668) 2007 DX113
- (611669) 2007 DU115
- (611670) 2007 DA117
- (611671) 2007 DF119
- (611672) 2007 DW119
- (611673) 2007 DG121
- (611674) 2007 DP123
- (611675) 2007 DA125
- (611676) 2007 DB125
- (611677) 2007 DW125
- (611678) 2007 DY125
- (611679) 2007 DQ126
- (611680) 2007 DV128
- (611681) 2007 DX128
- (611682) 2007 DV129
- (611683) 2007 DZ129
- (611684) 2007 DD130
- (611685) 2007 EX7
- (611686) 2007 EG33
- (611687) 2007 EC37
- (611688) 2007 EE37
- (611689) 2007 EL38
- (611690) 2007 EU38
- (611691) 2007 EF50
- (611692) 2007 ER50
- (611693) 2007 EW50
- (611694) 2007 EF55
- (611695) 2007 EJ56
- (611696) 2007 EN56
- (611697) 2007 EO59
- (611698) 2007 ET60
- (611699) 2007 EK66
- (611700) 2007 EM66
- (611701) 2007 ES68
- (611702) 2007 EZ71
- (611703) 2007 EN72
- (611704) 2007 EP74
- (611705) 2007 EB75
- (611706) 2007 EU75
- (611707) 2007 EB78
- (611708) 2007 EC78
- (611709) 2007 EQ86
- (611710) 2007 EU96
- (611711) 2007 ES97
- (611712) 2007 EG110
- (611713) 2007 EF113
- (611714) 2007 ED118
- (611715) 2007 ED122
- (611716) 2007 EL122
- (611717) 2007 EH124
- (611718) 2007 EV125
- (611719) 2007 EV126
- (611720) 2007 EO133
- (611721) 2007 EF140
- (611722) 2007 ED143
- (611723) 2007 EK143
- (611724) 2007 ET147
- (611725) 2007 EV148
- (611726) 2007 EE149
- (611727) 2007 ET152
- (611728) 2007 EA155
- (611729) 2007 EH156
- (611730) 2007 EW158
- (611731) 2007 ET159
- (611732) 2007 EK163
- (611733) 2007 EL163
- (611734) 2007 EO163
- (611735) 2007 ER163
- (611736) 2007 EU164
- (611737) 2007 EX171
- (611738) 2007 EY171
- (611739) 2007 EE172
- (611740) 2007 ET174
- (611741) 2007 EU176
- (611742) 2007 EN177
- (611743) 2007 EQ178
- (611744) 2007 EH181
- (611745) 2007 EK182
- (611746) 2007 ES183
- (611747) 2007 EK185
- (611748) 2007 EQ192
- (611749) 2007 EP193
- (611750) 2007 EF194
- (611751) 2007 EN202
- (611752) 2007 ED209
- (611753) 2007 EK209
- (611754) 2007 EV220
- (611755) 2007 EY223
- (611756) 2007 ES224
- (611757) 2007 EU225
- (611758) 2007 EX225
- (611759) 2007 EJ226
- (611760) 2007 EP226
- (611761) 2007 EA227
- (611762) 2007 ED227
- (611763) 2007 ED228
- (611764) 2007 EE228
- (611765) 2007 EH228
- (611766) 2007 ED229
- (611767) 2007 EN229
- (611768) 2007 EJ230
- (611769) 2007 EM231
- (611770) 2007 ET231
- (611771) 2007 ER233
- (611772) 2007 EX233
- (611773) 2007 EM235
- (611774) 2007 ER235
- (611775) 2007 EV235
- (611776) 2007 EX235
- (611777) 2007 EJ236
- (611778) 2007 EY236
- (611779) 2007 EF237
- (611780) 2007 EJ237
- (611781) 2007 EM237
- (611782) 2007 EN237
- (611783) 2007 EQ237
- (611784) 2007 EH238
- (611785) 2007 EU239
- (611786) 2007 EJ240
- (611787) 2007 EK240
- (611788) 2007 EO240
- (611789) 2007 EU240
- (611790) 2007 EV240
- (611791) 2007 EE242
- (611792) 2007 FY3
- (611793) 2007 FM4
- (611794) 2007 FK6
- (611795) 2007 FB8
- (611796) 2007 FH11
- (611797) 2007 FX11
- (611798) 2007 FF14
- (611799) 2007 FF16
- (611800) 2007 FJ20
- (611801) 2007 FD45
- (611802) 2007 FM46
- (611803) 2007 FD47
- (611804) 2007 FJ47
- (611805) 2007 FH48
- (611806) 2007 FW52
- (611807) 2007 FY52
- (611808) 2007 FB53
- (611809) 2007 FG54
- (611810) 2007 FN54
- (611811) 2007 FQ54
- (611812) 2007 FX54
- (611813) 2007 FY54
- (611814) 2007 FF55
- (611815) 2007 FX55
- (611816) 2007 FO56
- (611817) 2007 FS56
- (611818) 2007 FY57
- (611819) 2007 FN58
- (611820) 2007 FO58
- (611821) 2007 FJ59
- (611822) 2007 FY59
- (611823) 2007 FW60
- (611824) 2007 FX60
- (611825) 2007 FY60
- (611826) 2007 FC61
- (611827) 2007 FP61
- (611828) 2007 FM62
- (611829) 2007 GM2
- (611830) 2007 GB3
- (611831) 2007 GE11
- (611832) 2007 GM11
- (611833) 2007 GM12
- (611834) 2007 GX19
- (611835) 2007 GK21
- (611836) 2007 GM22
- (611837) 2007 GF24
- (611838) 2007 GF27
- (611839) 2007 GM35
- (611840) 2007 GB42
- (611841) 2007 GD44
- (611842) 2007 GF44
- (611843) 2007 GW46
- (611844) 2007 GS47
- (611845) 2007 GG52
- (611846) 2007 GV54
- (611847) 2007 GR55
- (611848) 2007 GM64
- (611849) 2007 GR66
- (611850) 2007 GX67
- (611851) 2007 GP68
- (611852) 2007 GP69
- (611853) 2007 GT70
- (611854) 2007 GG73
- (611855) 2007 GR74
- (611856) 2007 GV74
- (611857) 2007 GG78
- (611858) 2007 GL78
- (611859) 2007 GW78
- (611860) 2007 GY79
- (611861) 2007 HR2
- (611862) 2007 HL7
- (611863) 2007 HA9
- (611864) 2007 HC9
- (611865) 2007 HR10
- (611866) 2007 HW16
- (611867) 2007 HH19
- (611868) 2007 HG22
- (611869) 2007 HJ22
- (611870) 2007 HR22
- (611871) 2007 HA23
- (611872) 2007 HH23
- (611873) 2007 HY28
- (611874) 2007 HM32
- (611875) 2007 HQ32
- (611876) 2007 HN37
- (611877) 2007 HM39
- (611878) 2007 HQ39
- (611879) 2007 HQ42
- (611880) 2007 HW42
- (611881) 2007 HC43
- (611882) 2007 HE45
- (611883) 2007 HY47
- (611884) 2007 HC48
- (611885) 2007 HO48
- (611886) 2007 HY49
- (611887) 2007 HG50
- (611888) 2007 HL51
- (611889) 2007 HY52
- (611890) 2007 HT53
- (611891) 2007 HU55
- (611892) 2007 HK57
- (611893) 2007 HG61
- (611894) 2007 HE62
- (611895) 2007 HB70
- (611896) 2007 HF70
- (611897) 2007 HN70
- (611898) 2007 HO70
- (611899) 2007 HT76
- (611900) 2007 HX80
- (611901) 2007 HN82
- (611902) 2007 HS83
- (611903) 2007 HF85
- (611904) 2007 HV87
- (611905) 2007 HR88
- (611906) 2007 HQ96
- (611907) 2007 HW96
- (611908) 2007 HR98
- (611909) 2007 HW99
- (611910) 2007 HL100
- (611911) 2007 HC101
- (611912) 2007 HH101
- (611913) 2007 HS101
- (611914) 2007 HT101
- (611915) 2007 HX101
- (611916) 2007 HP102
- (611917) 2007 HS102
- (611918) 2007 HU102
- (611919) 2007 HC103
- (611920) 2007 HT103
- (611921) 2007 HO104
- (611922) 2007 HV104
- (611923) 2007 HW104
- (611924) 2007 HC105
- (611925) 2007 HU106
- (611926) 2007 HO109
- (611927) 2007 HK110
- (611928) 2007 HU110
- (611929) 2007 HE111
- (611930) 2007 HR111
- (611931) 2007 HG112
- (611932) 2007 JC8
- (611933) 2007 JT13
- (611934) 2007 JQ14
- (611935) 2007 JT16
- (611936) 2007 JN18
- (611937) 2007 JK20
- (611938) 2007 JS20
- (611939) 2007 JY20
- (611940) 2007 JB24
- (611941) 2007 JJ24
- (611942) 2007 JD25
- (611943) 2007 JQ28
- (611944) 2007 JT28
- (611945) 2007 JU29
- (611946) 2007 JV30
- (611947) 2007 JY31
- (611948) 2007 JM33
- (611949) 2007 JO38
- (611950) 2007 JX42
- (611951) 2007 JN43
- (611952) 2007 JK44
- (611953) 2007 JL45
- (611954) 2007 JS46
- (611955) 2007 JA47
- (611956) 2007 JO47
- (611957) 2007 JG48
- (611958) 2007 JV48
- (611959) 2007 JX48
- (611960) 2007 JD49
- (611961) 2007 JG49
- (611962) 2007 JH49
- (611963) 2007 JN49
- (611964) 2007 JS50
- (611965) 2007 JT50
- (611966) 2007 JF51
- (611967) 2007 JJ51
- (611968) 2007 KV3
- (611969) 2007 KZ9
- (611970) 2007 KM10
- (611971) 2007 KT10
- (611972) 2007 KY11
- (611973) 2007 LC
- (611974) 2007 LG5
- (611975) 2007 LW6
- (611976) 2007 LE8
- (611977) 2007 LR18
- (611978) 2007 LC27
- (611979) 2007 LH27
- (611980) Pauquachin
- (611981) 2007 LS34
- (611982) 2007 LX35
- (611983) 2007 LY35
- (611984) 2007 LC36
- (611985) 2007 LN36
- (611986) 2007 LU36
- (611987) 2007 LG37
- (611988) 2007 LP38
- (611989) 2007 LU38
- (611990) 2007 LM39
- (611991) 2007 LQ39
- (611992) 2007 MM1
- (611993) 2007 MS1
- (611994) 2007 MN2
- (611995) 2007 MR4
- (611996) 2007 MS5
- (611997) 2007 MK9
- (611998) 2007 MX12
- (611999) 2007 MY16
- (612000) 2007 MQ17